# Antonio Pagliaro (scrittore)
Antonio Pagliaro (Palermo, 1968) è uno scrittore italiano.

## Biografia
Nato a Palermo nel 1968, Pagliaro è laureato in fisica; lavora come ricercatore nella sua città natale dopo avere vissuto in diverse città d'Europa (Catania, Edimburgo, Copenaghen, Utrecht, Roma).
Tra il 2008 e il 2011 collaborò ai quotidiani Liberazione e la Repubblica, nel 2011 e 2012 ha curato la rubrica Peñarol, il giallo e il nero sul magazine di arte, cultura e società 21 . Per l'editore 21 ha diretto la collana Peñarol di romanzi gialli e neri.
Nel 2007 Giulio Mozzi, consulente per la narrativa dell'editore Sironi di Milano, curò il debutto letterario di Pagliaro con Il sangue degli altri, romanzo poliziesco che narra di un giornalista d'inchiesta del quotidiano L'Ora, Corrado Lo Coco, che si muove negli intrecci tra mafia siciliana e quella russa.
All'opera, vista come uno spaccato di realtà in forma di romanzo letterario dal critico di Liberazione Nicolò La Rocca («Pagliaro ci racconta una Sicilia in cui la politica si fa crimine organizzato, e una Cecenia non più schiacciata sotto lo stereotipo di terra di terroristi»), fece seguito tre anni dopo I cani di via Lincoln (Laurana, 2010), altro romanzo criminale con Lo Coco, questa volta, alle prese con le connessioni tra la mafia siciliana e quella cinese.
L'opera seconda di Pagliaro, salutata come un thriller crudo e niente affatto consolatorio (non è previsto il lieto fine), lascia tuttavia il passo a un racconto breve di diversa ispirazione.
Sempre del 2010 è, infatti, il racconto lungo "true crime" Il giapponese cannibale, storia vera di Issei Sagawa, studente giapponese che nel 1981 a Parigi uccise una sua compagna olandese di facoltà e poi ne divorò parti del corpo.
Di differente registro La notte del gatto nero (Guanda, 2012), in cui vengono descritte le vicende di un padre di famiglia palermitano alle prese con la macchina della giustizia nella quale rimane implicato suo figlio diciottenne, accusato di detenzione e spaccio di cocaina; nonostante il romanzo non affronti direttamente il tema della criminalità organizzata lo scrittore Roberto Alajmo, dalle colonne di Repubblica, vi ha ravvisato immutata capacità di mantenere il lettore in tensione.
Con tale romanzo Pagliaro ha vinto il premio letterario Antonio Aniante 2013 succedendo allo stesso Alajmo.
Nel 2014 ha curato per Laurana Palermo criminale - Il grande romanzo della città, antologia di dodici racconti di altrettanti autori, compreso lo stesso Pagliaro, sulla Palermo del 2004; del 2015, per Guanda, è il suo quarto romanzo, Il bacio della bielorussa.
Nel 2020 esce il "true crime" Storia terribile delle bambine di Marsala che racconta la storia vera del rapimento di tre bambine avvenuto a Marsala nel 1971, a opera del Mostro di Marsala. Nel 2023 esce un altro "true crime", dal titolo Morirono nella notte. Il mistero della White House Farm. Il libro racconta la storia degli omicidi della White House Farm.

## Opere
- Il sangue degli altri, Milano, Sironi, 2007, ISBN 88-518-0094-4. Nuova edizione Laurana, 2022, ISBN 9788831984942
- I cani di via Lincoln, Milano, Laurana, 2010, ISBN 88-96999-06-5.
- Il giapponese cannibale, Frascati, Senzapatria, 2010, ISBN 88-97006-09-4.
- La notte del gatto nero, Milano, Guanda, 2012, ISBN 88-6088-746-1.
- (a cura di), Palermo criminale. Il grande romanzo della città, Milano, Laurana, 2014, ISBN 88-98451-01-6.
- Il bacio della bielorussa, Milano, Guanda, 2015, ISBN 88-6088-747-X.
- Storia terribile delle bambine di Marsala, Milano, Zolfo, 2020, ISBN 978-8832206166
- Morirono nella notte. Il mistero della White House Farm, Milano, Laurana, 2023 ISBN 9791280845269
- Il bambino segreto. 2024